# مردود مئوي سنوي
المردود المئوي السنوي أو العائد المئوي السنوي في الاقتصاد (بالإنجليزية:Annual percentage yield (APY)) هو معدل الفائدة محسوبة على أساس فائدة مركبة لمدة سنة واحدة. ويسمح المردود المئوي السنوي بمقارنة عدة عروض تختلف في مدة دوراتها التي تكون عادة دورة يومية أو دورة شهرية أو غير ذلك من دورات تقل عن مدة سنة. ولكن المردود أو العائد المئوي السنوي لا يحسب رسوما قد يحسبها المصرف والتي تؤثر على العائد الصافي. ويعرف المردود المئوي السنوي معدل الدفع الذي يستلمه المودع من المصرف الذي أودع فيه مبلغا من المال، بينما يعطي معدل الفائدة السنوية المئوية annual percentage rate معدل الفائدة التي يدفعها المدين إلى المصرف الذي اقترض منه مبلغا من المال لمدة معينة.
ومن أجل تشجيع العمليات المالية تعلن المصارف والمؤسسات المالية الأخرى عن العائد المئوي السنوي، حيث توحي للعملاء أنهم يحصلون على فائدة أكبر عند نهاية فترة أيداعهم أموالا في المصرف.

## حسابه
تعتمد إحدى تعريفات المردود المئوي السنوي على معدل الفائدة الفعلي، ولكن تعريفها الصحيح يعتمد على النظم المالية الرسمية (السياسة المالية) :
ويعرف المردود المئوي السنوي APY بالمعادلة الآتية:
{\displaystyle APY=\left(1+{\frac {i_{\text{nom}}}{N}}\right)^{N}-1}
حيث:
{\displaystyle i_{nom}} معدل الفائدة الإسمية،
{\displaystyle N} عدد الدورات في السنة (قد تكون الدورة يوما أو شهرا أو غير ذلك) .
فإذا كان عدد الدورات N كبيرا، نحصل على العلاقة التقربية الآتية:
{\displaystyle APY\approx e^{i_{\text{nom}}}-1,}
حيث e هو ثابت طبيعي يسمى العدد النيبيري وهو أساس اللوغاريتم الطبيعي.
وهذه المعادلة تمثل تقريبا عمليا وعلى الإخص إذا كانت الدورة يوما واحدا. كما يلاحظ أن معدل الفائدة الاسمي وما ينتمي إليها من المعدل المئوي السنوي تتساويان إذا كانتا صغيرتان. وعلى سبيل المثال: باختيار عددا كبيرا للدورات N فينتج معدل فائدة اسمي مقداره 100% مردود مئوي سنوي مقداره 171 %، في حين 5 % تؤول إلى 5.12%، و1% تؤول إلى 1.005 %.

## طريقة حسابه في الولايات المتحدة
يحسب المردود المئوي السنوي طبقا للتعليمات الرسمية بالولايات المتحدة الأمريكية على أنه الفائدة التي يحصل عليها مبلغ مودع لدى مصرف مقداره 100 دولار، على أساس معدل فائدة بسيطة لمدة 365 يوم.
ويسري حساب المردود المئوي السنوي  APY طبقا للمعادلة :
{\displaystyle APY=100\left[\left(1+{\frac {Interest}{Principal}}\right)^{365/Days~in~term}-1\right]}
حيث :
Interest الفائدة،
Principal المبلغ المودع،
على أساس أن السنة 365 يوم.
ويمكن تعديل المعادلة لحساب الفائدة :
{\displaystyle Interest=Principal\left[\left({\frac {APY}{100}}+1\right)^{Days~in~term/365}-1\right]}

## اقرأ أيضا
- معدل الفائدة الإسمية
- معدل الفائدة الفعلية
- مردود الاستثمار
- الحد الأدنى للعائد
- مركز مربح
- مركز تكلفة
- مركز استثماري
- نظارة الحسابات
- تخصيص الأموال
- حجم الأعمال (اقتصاد)